# Quintin
 Quintin (en bretó Kintin) és un municipi francès, situat a la regió de Bretanya, al departament de Costes del Nord. L'any 1999 tenia 2.611 habitants.

## Geografia
Des del punt de vista geològic, la ciutat està situada al principi del massís granític que porta el seu nom i que s'estén per tot el centre de Bretanya.
Estratègicament, Quintin és a l'encreuament de les vies que van de Saint-Brieuc a Quimper i les que van de Guingamp/Châtelaudren a Lorient. Per a guardar aquest nus de comunicacions, es va construir una fortalesa, tot i que gairebé sempre va restar inactiva.
El fort pendent del riu Gouët en aquest indret s'ha aprofitat per a crear un estany que servia de protecció a la fortalesa, així com de reserva d'aigua. Al segle xx, el molí que hi havia a l'estany es convertí en central hidroelèctrica que funcionà després de la Segona Guerra Mundial.

## Història
La presència de menhirs al municipi demostra que és habitada des del Neolític. Als inicis, Quintin estava situat a l'emplaçament de l'actual comuna de le Vieux-Bourg però, degut a una epidèmia de pesta, la ciutat es va moure.
Quintin es va crear, des de l'època romana, gràcies a la posició d'encreuament de vies de comunicació, tot i que es va desenvolupar sobretot als segles xvii i XVIII, degut al tèxtil i al comerç de teles de llí, que es van exportar sobretot a Espanya. També fou un centre monàstic. Aquesta importància es veu en els monuments i cases. El castell no està acabat, perquè els constructors van haver de parar la construcció per l'ordre d'un ministre francès que feu destruir tots els castells i fortaleses que podien fer ombra a l'autoritat del rei.

## Demografia
| 1962                                       | 1968  | 1975  | 1982  | 1990  | 1999  | 2006 | 2009 |  |
| ------------------------------------------ | ----- | ----- | ----- | ----- | ----- | ---- | ---- |  |
| 2.593                                      | 2.727 | 2.857 | 2.814 | 2.602 | 2.611 | 2797 | 2844 |  |
| Des de 1962: població sense dobles comptes |       |       |       |       |       |      |      |  |

## Administració
| Període   | Identitat     | Partit        |
| --------- | ------------- | ------------- |
| 1929-1940 | Alfred Duault | PDP           |
| 2001-2008 | Claude Morin  | Divers droite |
| 2008-     | Yves Briens   | Divers gauche |

## Llocs i Monuments
- Estany de Quintin.
- Parc de Roz-Maria. S. XVII-XVIII.
- Castell de Quintin. S. XVII.
- La roche longue. Menhir.
- Basílica. S. XIX.
- Porta des archives. Porta de les antigues muralles.

### Art i museus
- Tallers del mestre vidrer Hubert de Saint Marie. Ha fet vitralls per les catedrals de Coutances, Quimper, Tréguier, St. Brieuc, etc.)

## Personalitats
- Nicolas de Montmorency-Laval, anomenat Guy XVI de Laval (1476-1531), comte de Laval de 1500 a 1531. Baró de Quintin i Sire de Vitré.
- Alexandre Glais-Bizoin, polític, iniciador de la tarifa única postal a França.
- Jules Lequier, filòsof, nascut a Quintin el 1814.
- Marie Allo, escritora i poeta nascuda el 1866.
- Guy Bazin, atleta.

## Ciutats agermanades
- Perros-Guirec (Costes del Nord, França.

## Festes
- Fogueres de Sant Joan, celebració del solstici d'estiu.
- Festival del cant coral. Juliol.
- Festa dels tisserands. Principis d'agost.
- Festival dels cantants de carrer i fira de Sant Martí. Principis de novembre.
- Nadal a Bretanya: exposicions, festival de contes, mercat, il·luminacions, visita amb espelmes al castell de Quintin. Desembre

## Esports
- Junior Association de Quintin, club de Kin-Ball.